# Kuran va Munjan

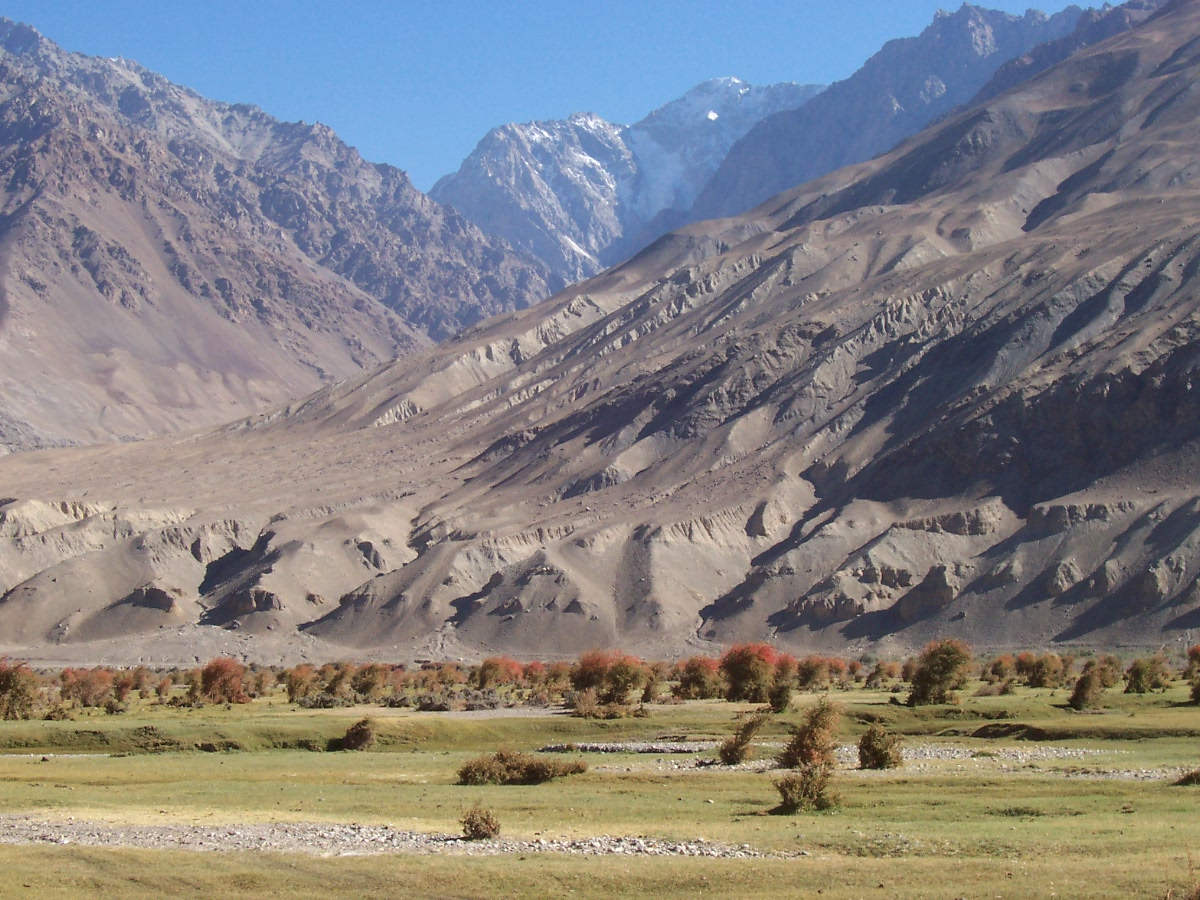
Blick von der Mitte des Haupttals nach Süden zum Hindukush

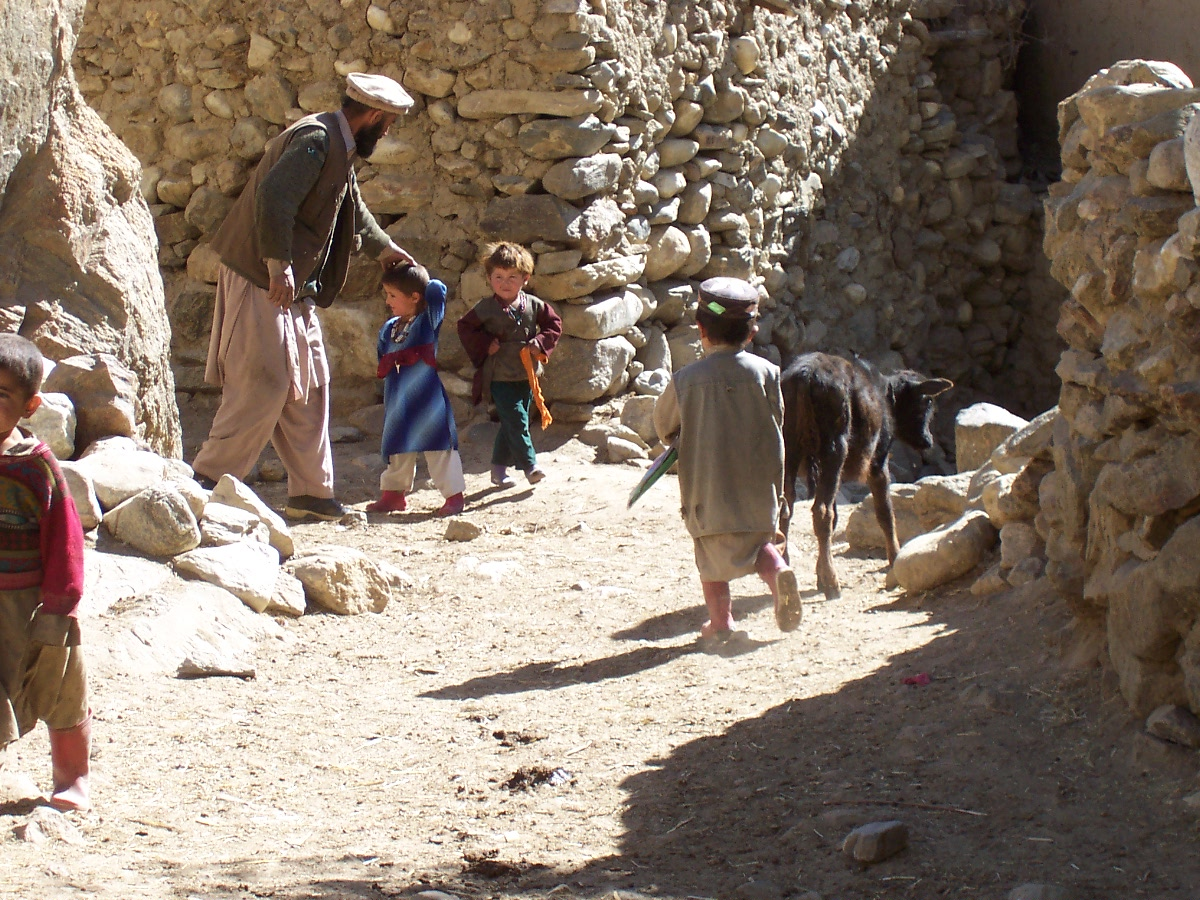
Dorfszene in der Ortschaft Warwarza

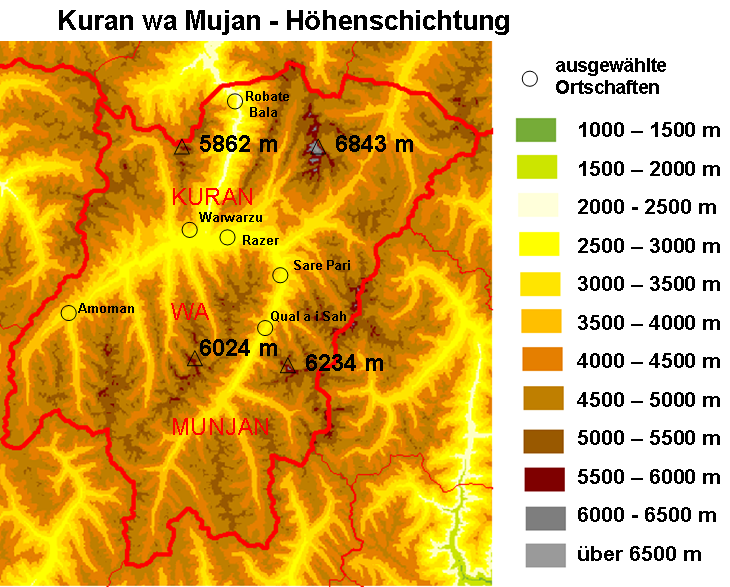
Höhenschichtung des Distriktes

Kuran va Munjan, auch Koran va Monjan (und auch Kerān va Menjān, ‘Alaqehdari-ye Koran va Monjan, Kerana va Manjah, ‘Alāqehdārī-ye Korān va Monjān, Keran va Menjan, Korān va Monjān, Koranomunjan, Koṟānomunjān), ist der südlichste und nach dem Wakhan-Distrikt der zweitgrößte Distrikt der afghanischen Provinz Badachschan.
Er hat eine Fläche von 4.712 km². Die Hauptorte liegen rund 2500 bis 2600 m hoch.
Der Distrikt grenzt im Norden an die badakshanischen Distrikte Tabak, Yamgan und Zibak, im Osten an Pakistan, im Süden an die afghanische Provinz Nuristan und im Westen an die Provinzen Panjshir und Takhar. Das Siedlungszentrum des Distriktes bildet ein Hochtal mit einer West-Ost-Ausdehnung von rund 20 km und einer Breite von 2 km, also von rund 40 km² Fläche, was somit lediglich rund ein Prozent der Gesamtfläche des Distrikts ausmacht.
Mit knapp über 2 Einw./km² ist Kuran va Munjan selbst für badakhshanische Verhältnisse sehr dünn besiedelt, wobei zu bemerken ist, dass sich die Bevölkerung auf max. 2 bis 3 Prozent kulturfähigen Fläche des Distrikts konzentriert. Der weitaus größte Teil des Distrikts liegt über 3000 m Seehöhe und ist unbewohnt.
Die beiden größten Orte des Distrikts sind das am Westende des Haupttals gelegene Dorf Warwarzu (36° 1′ N, 70° 40′ O ) sowie das Dorf Segewaw in der Mitte des Tals, wobei eher Warwarzu als administratives Zentrum gelten kann. Daneben gibt es im Haupttal noch einige kleinere Ortschaften und verstreute Siedlungen.
Der südliche Teil des Distriktes besteht aus bis über 6000 Meter hohen Bergen des Hindukusch in dessen Tälern nur wenige kleinere Ortschaften liegen.

## Verkehr

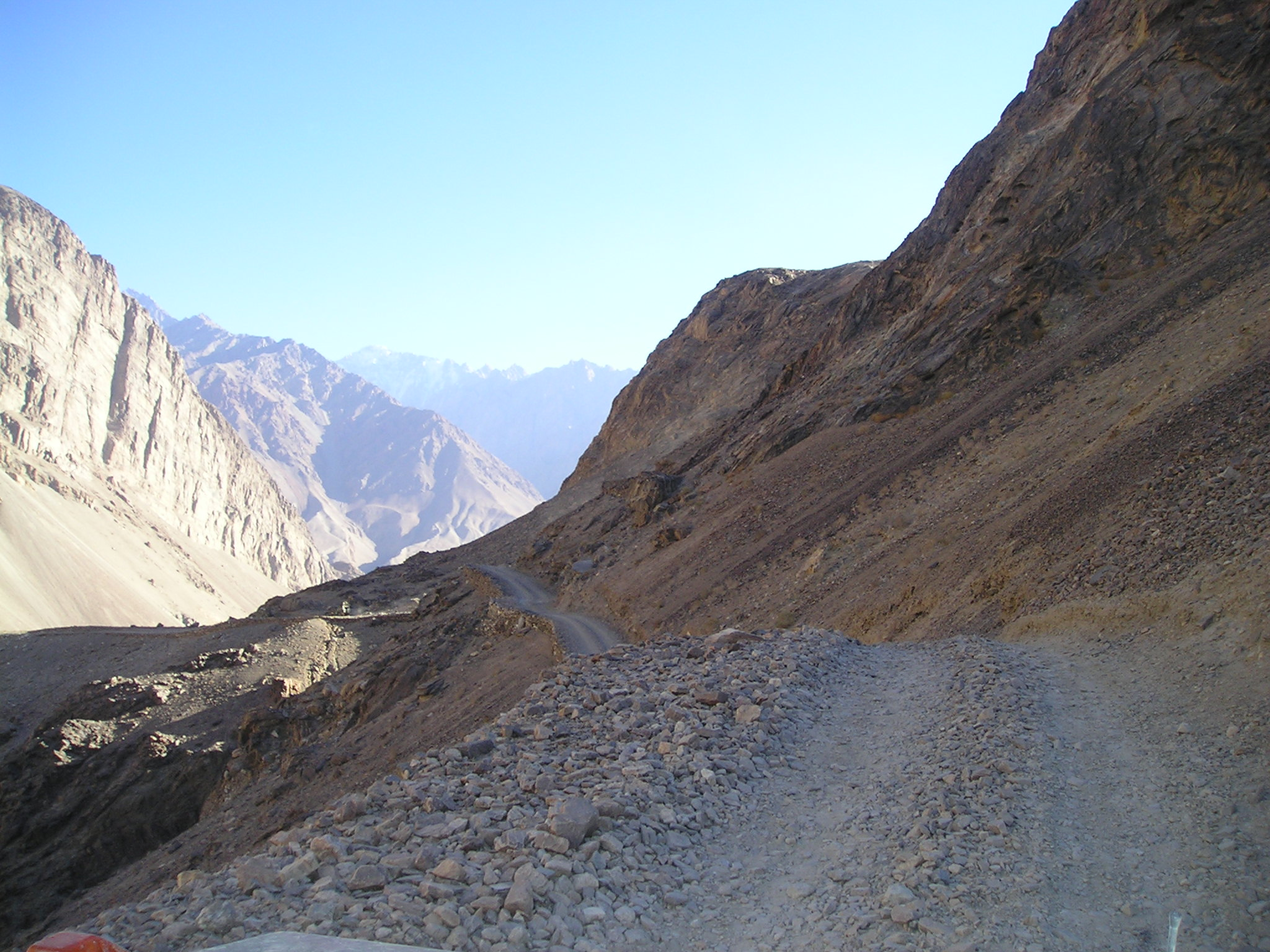
Ein vergleichsweise gut ausgebauter Teil der Hauptstraße von Norden nach Kuran va Munjan

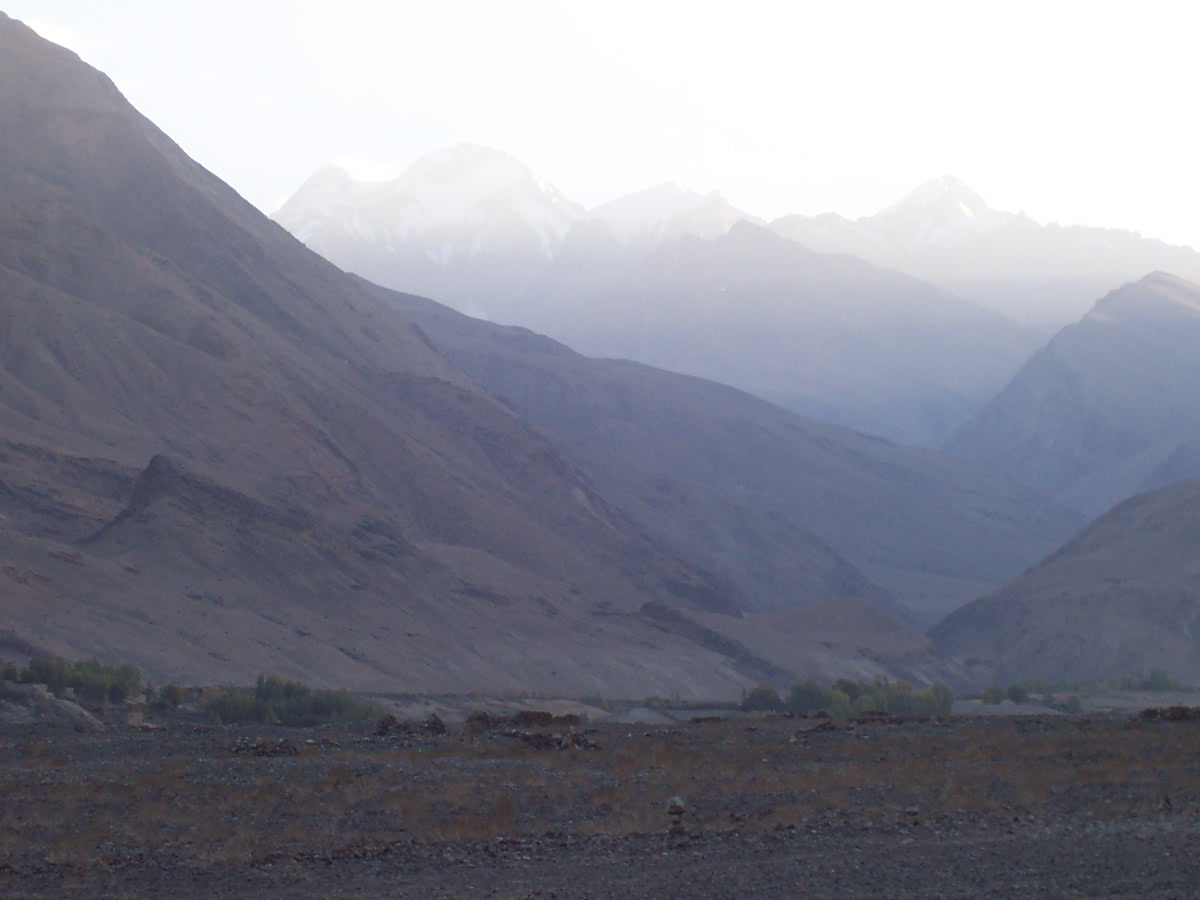
Blick von der Landebahn des Flugplatzes Razer nach Süden auf die 6.000er des Hindukush

Der Distrikt ist von Norden über eine Schotterpiste zu erreichen. Richtung Südwesten verläuft eine schwer befahrbare Piste Richtung Kabul. Von der Provinzhauptstadt Feyzabad bis in das Haupttal von Kuran va Munjan benötigt ein Geländewagen für die rund 200 km lange Strecke rund 24 Stunden.
Bei der östlichen Hauptortschaft liegt der Flugplatz Razer, der jedoch lediglich aus einer in der sowjetischen Besatzungszeit angelegten geschotterten Landebahn besteht. Die Landebahn wird nicht betrieben und ist außerdem nur über Feldwege zu erreichen. Behindernd für den Verkehr im Haupttal ist der Fluss, der nur über Furten. Auch das Dorf Warwazu erreicht man von Norden nur über eine Furt. Südlich des Flusses verbindet dann eine vergleichsweise gute Schotterpiste die beiden Hauptorte. Der Flugplatz Kuran va Mundschan nördlich des Flusses kann wiederum nur von Segewaw über eine Furt erreicht werden. Allgemein spielt der Autoverkehr in Kuran va Munjan nur eine untergeordnete Rolle.

## Kulturelle Einrichtungen
Etwa in der Mitte der beiden Hauptortschaften Warwarzu und Segewaw gibt es eine Grundschule. In Warwazu hat die Aga Khan Stiftung eine Niederlassung.

## Wirtschaft
Im Kuran va Munjan ist die Landwirtschaft weitgehend die einzige Wirtschaftsgrundlage, wobei aufgrund der klimatischen Bedingungen die Weidewirtschaft bei weitem dominiert, während der Feldbau nur in den Gärten nahe den Häusern eine gewisse Bedeutung für die Selbstversorgung hat. In Warwazu gibt es eine Tankstelle – ein Holzverschlag mit einigen Kanistern Diesel –  und einige kleinere Handwerksbetriebe und Händler für den täglichen Bedarf. Insgesamt hemmt die schwach ausgebaute Verkehrsanbindung die Wirtschaft. Die bisweilen tagelangen Transportwege durch geländegängige Lastkraftwagen oder Eselkarawanen verteuern selbst einfachste Rohstoffe. So sind z. B. Holz oder Benzin in Kuran va Munjan wesentlich teurer als in Deutschland. Im Herbst 2009 gab es im Hauptort nur einen Lkw, den die Aga-Khan-Stiftung angemietet hatte.

## Klima
Aufgrund der Höhenlage ist das Klima vergleichsweise kühl, wobei insbesondere die Winter lang, kalt und schneereich sind. Im Sommer wird es tagsüber hingegen auch sehr heiß.
Die höchsten Gipfellagen im Hindukush sind vergletschert.